# Mount Cook
Mount Cook (Maori: Aoraki, de berg die de wolken pakt), een berg op het Zuidereiland, is de hoogste berg (3.724 meter) van Nieuw-Zeeland. Hij is genoemd naar de Engelse zeevaarder James Cook, die Nieuw-Zeeland voor Groot-Brittannië heeft ontdekt. Hij kreeg zijn naam van kapitein Stokes, de cartograaf die dit gebied in kaart bracht. De berg is een toeristische trekpleister.
Mount Cook ligt in het Nationaal park Aoraki/Mount Cook, dat in 1953 werd geopend en dat samen met het Nationaal park Westland Tai Poutini, het Nationaal park Mount Aspiring en het Nationaal park Fiordland een van de UNESCO World Heritage Sites is. Het park bevat meer dan 140 bergtoppen hoger dan 2000 meter en 72 gletsjers, die 40 procent (700 vierkante kilometer) van het park bedekken.
Mount Cook bestaat uit drie toppen de Lage top, Middelste top en Hoge top. De Tasmangletsjer ligt ten oosten en de Hookergletsjer ten westen.
Mount Cook Village (ook bekend als The Hermitage) is een toeristisch centrum en het basiskamp van de berg. Het ligt 7 km van de Tasmangletsjer en 12 km ten zuiden van Mount Cook.

## Klimgeschiedenis
De eerste geregistreerde Europese poging de top te bereiken staat op naam van de Ier Rev William S. Groen en de Zwitserse hotelier Emil Boss met de Zwitserse berggids Ulrich Kaufmann op 2 maart 1882 via de Tasman en Linda Gletsjers.
De eerste geslaagde beklimming was op 25 december 1894, toen Nieuw-Zeelanders Tom Fyfe, James (Jack) Clarke en George Graham met succes de top bereikten via de Hooker Valley en de noordkant. De Zwitserse gids Matthias Zurbriggen maakte de tweede klim op 14 maart 1895 via de Tasman-gletsjer kant. Dit is de eerste solo-beklimming, hoewel hij begeleid werd door J. Adamson. Tien jaar later beklom Zurbriggen de berg opnieuw. In februari 1905 verwezenlijkte James Clarke met vier anderen de derde klim via Zurbriggens route.
De eerste vrouw die de berg beklom was de Australische Freda Du Faur op 3 december 1910. De lokale gids George Bannister, een afstammeling van Te Koeti Turanga van Ngai Tahu, was de eerste Maori die in 1912 met succes de berg beklom. Het doorkruisen van de drie pieken werd voor het eerst uitgevoerd in 1913 door Freda Du Faur en de gidsen Peter en Alex Graham.
Ed Hillary maakte zijn eerste beklimming in januari 1947. In februari 1948 maakte hij met Ruth Adams, Harry Ayres en Mick Sullivan de eerste beklimming van de Zuidkant naar de Lage top.